# Tulec (orožje)
Tulec je del naboja, katerega namen je združitev krogle, smodnik in netilke, ki skrbi za vžig smodnika. 

## Zasnova
Tulec naboja je valjaste oblike. Na zadnji strani je zaprt z dnom tulca. V dnu tulca je lahko votel rob, v katerem se nahaja inicialna polnitev (tj. strelivo z robnim vžigom) ali pa izvrtina za namestitev netilke (strelivo s sredinskim vžigom). Na sprednjem delu je tulec zaprt s kroglo. 
Na sedežu tulca je lahko rob (predvsem revolversko strelivo) ali utor, s pomočjo katerega ekstraktor izvleče prazen tulec. V tulcu je prava količina smodnika, ki povzroči izstrelitev krogle brez da bi tlak narastel preveč. 
Ob udarcu udarne igle se vžge inicialna polnitev v netilki, vroči plini pa skozi kanal v dnu tulca vžgejo smodnik. Nastali tlak razširi tulec tako, da zatesni prostor med tulcem in ležiščem naboja. Ko krogla zapusti cev, tlak pade in tulce se skrči, kar omogoča izvlačenje praznega tulca.
Pri nabojih, ki so namenjeni uporabi v polavtomatskem orožju, so tulci konusni (njihov premer je na sprednjem delu nekoliko manjši), kar dodatno olajša izvlačanje tulcev tudi v primeru, ko se tlak v cevi še ni dovolj znižal.

## Materiali
Večina modernih tulcev je izdelanih iz medenine, v nekaterih primerih pa tudi iz mehkega jekla ali plastike (predvsem pri strelivu za šibrenice). 
Prednost medenine je elastičnost, kar pomeni boljše tesnenje ležišča naboja ob strelu in posledično manjše uhajanje plinov v smeri nazaj ter samodejno krčenje v prvoten položaj po padcu tlaka v cevi, kar olajša izvlačenje praznih tulcev. medenina nudi tudi precejšnjo korozijsko odpornost, zaradi njene duktilnosti pa je možno uporabljene tulce enostavno preoblikovati v prvoten položaj in jih ponovno napolniti.
Jekleni tulci se uporabljajo predvsem v vojaškem orožju, saj so cenejši in lažji. Jekleni tulci se po strelu ne skrčijo toliko, kot medeninasti, zato lahko pri bolj precizno izdelanih polavtomatskih orožjih povzročijo težave pri izvleku praznih tulcev.